# Jefuirea Salonicului din 1185
Jefuirea Salonicului din 1185, cauzată de invadatori normanzi veniți din Regatul Siciliei, perpetuată împotriva celui de-al doilea oraș ca mărime din Imperiul Roman de Răsărit, a fost unul dintre cele mai mari dezastre suferite de romani în secolul al XII-lea.

## Asediul
David Comnen, strategul themei Salonicului, nu a reușit să pregătească urba anterior instalării asediului, interzicându-le apărătorilor să împiedice aducerea mașinilor, fapt ce a pus atacatorii într-un avantaj și mai mare.